# Blecua
Blecua es una localidad española del municipio de Blecua y Torres, en la Hoya de Huesca, provincia de Huesca (Aragón). El gentilicio es blecuano y según algunos historiadores el origen de la palabra "Blecua" es de origen musulmán.
Las fiestas en honor de san Ramón se celebran el último fin de semana de todos los agostos.

## Geografía humana

### Demografía
| Gráfica de evolución demográfica de Blecua entre 1842 y 1960 |
| |
| Población de derecho según los censos de población del INE Población de hecho según los censos de población del INEEntre el censo de 1970 y el anterior, este municipio desaparece porque se integra en el municipio 22064 (Blecua y Torres) |

| 1970 | 2000 | 2001 | 2002 | 2003 | 2004 |
| ---- | ---- | ---- | ---- | ---- | ---- |
| 170  | 85   | 87   | 81   | 75   | 77   |

## Monumentos
- Parroquia dedicada a Nuestra Señora de la Asunción
- Ermita de San Gregorio